# Connects LOVE!
『Connects LOVE!』（コネクツラブ）は、BSJapanextで2022年（令和4年）3月28日より放送されていた22時台のテレビ番組放送枠。当初は月 - 土曜日の22:00 - 22:30に放送されていたが段階的に縮小され、2023年7月の改編で同局21時台の放送枠「Life FUN!」と統合されたことで事実上消滅した（後述）。
なお一部の番組についても本頁にて記述する。

## 概要
「Connects LOVE!」枠は、BSJapanextの開局とともに設けられ（放送開始は開局翌日の月曜日）、開始当初は6番組、2023年6月時点では4つの番組によって構成されていた。いずれも開局期に開始された番組で、改編により途中から新番組が加わったことは一度もなかった。
22時台の放送枠ということもあり、シニア向け編成の多い同局においては数少ない若年層向けの放送枠となっていた。
「あなたの”好き”がつながる時間」を共通コンセプトとしていて、放送局公式のスマートフォンアプリ『つながるジャパネット』を通してメッセージや番組企画を募集するなど、視聴者と「つながる」企画が多いのも同枠の特徴である

### 番組一覧
| 曜 | 番組名                                | 出演                       | 放送開始日    | 放送終了日    | 備考                                                    |
| -- | ------------------------------------- | -------------------------- | ------------- | ------------- | ------------------------------------------------------- |
| 月 | KURUNE -next music live-              | MC：EXILE MAKIDAI          | 2022年3月28日 | 2023年9月26日 | 2023年7月から9月までは火曜22:30枠                       |
| 火 | オンエア決めろ！ー笑武ー              | MC：アンガールズ           | 2022年3月29日 | 2022年9月27日 |                                                         |
| 水 | 浪川&岡本 ボイコミ ラボ               | 浪川大輔 岡本信彦          | 2022年3月30日 | 放送継続中    | 2023年7月からは月曜22:30枠                              |
| 木 | OCHA NORMAの お茶の間さまの言うとおり | OCHA NORMA MC：ニッチェ    | 2022年3月31日 | 2023年9月26日 | 2023年7月から9月までは火曜22:00枠                       |
| 金 | 中山優馬×ジャニーズJr. @YUMA HOUSE    | MC：中山優馬 ジャニーズJr. | 2022年4月1日  | 2023年9月25日 | 2023年7月から9月までは月曜22:00枠                       |
| 土 | バービーのHappy Pampee TV             | バービー 本田望結          | 2022年4月2日  | 2023年3月28日 | 2022年7月より暫定的に日曜枠、10月より番組終了まで火曜枠 |

※曜日は放送枠開始当初のもの、太字は放送枠消滅後の2023年7月時点での存続番組

### 放送曜日の変遷
本放送枠は開始当初、日曜日を除く毎日22:00 - 22:30に1番組ずつ放送する6番組体制だったが、編成等の都合による変更や番組終了が相次ぎ、現在では月・火曜日に2番組ずつ放送する「2曜日・2部制」（4番組体制）に縮小されている。
- 2022年3月28日（開局翌日）より - 月曜日から土曜日の6番組体制（一部制）で開始。なお日曜の同時間帯は開局翌週から12週は期間限定のオムニバス番組「∞ゾッキ」、その終了後はテレショップ枠だった。
- 同年7月第2週より - 土曜日を除く6曜日・6番組体制に変更。土曜日プライムタイム（22時台含む）が韓国ドラマ放送枠へ変更され、この影響で土曜日枠の「Happy Pampee TV」が暫定的に日曜日へ枠移動したため。
- 2022年10月より - 月 - 金曜日の5番組体制に減少。9月に終了した火曜日「オンエア決めろ！ー笑武ー」の後継に日曜日「Happy Pampee TV」が枠移動。日曜日の後継番組はなく、テレショップ枠に戻る。
- 2023年4月より - 月曜日と水 - 金曜日の4番組体制に減少。3月末をもって終了した「Happy Pampee TV」の後継番組はなく、地方局製作番組の遅れネット放送枠となる。
- 2023年7月より - 新たに22:30 - 23:00の放送枠が設けられ、『Connects LOVE!』4番組は月・火曜日にまとめて2番組ずつ放送する体制となった。他の曜日には隣接する21時台に新設されたゴルフ番組放送枠『9じゴル』に枠を奪われる形となった旧放送枠『Life FUN!』の存続番組（いずれも60分）が移転し、両枠は事実上消滅・統合する形となった。
- 2023年10月より - 前月をもって旧『Connects LOVE!』3番組が放送終了し、存続するのは「ボイコミ　ラボ」1番組のみとなった。

|        |            | 月                       | 火                       | 水                                | 木                                      | 金                                      | 土                                          | 日（暫定枠）  | 番組数 |
| ------ | ---------- | ------------------------ | ------------------------ | --------------------------------- | --------------------------------------- | --------------------------------------- | ------------------------------------------- | ------------- | ------ |
| 2022年 | 開局 - 6月 | KURUNE -next music live- | オンエア決めろ！ー笑武ー | 浪川＆岡本 ボイコミ ラボ          | OCHA NORMA の お茶の間さまの 言うとおり | 中山優馬×ジャニーズJr. @YUMA HOUSE      | HappyPampeeTV                               | ∞ゾッキ→通販  | 6      |
| 2022年 | 7 - 9月    | KURUNE -next music live- | オンエア決めろ！ー笑武ー | 浪川＆岡本 ボイコミ ラボ          | OCHA NORMA の お茶の間さまの 言うとおり | 中山優馬×ジャニーズJr. @YUMA HOUSE      | 韓国ドラマ ↓ 月替わり番組 （2022年2 - 6月） | HappyPampeeTV | 6      |
| 2022年 | 10 - 12月  | KURUNE -next music live- | バービーの HappyPampeeTV | 浪川＆岡本 ボイコミ ラボ          | OCHA NORMA の お茶の間さまの 言うとおり | 中山優馬×ジャニーズJr. @YUMA HOUSE      | 韓国ドラマ ↓ 月替わり番組 （2022年2 - 6月） | 通販番組等    | 5      |
| 2023年 | 1 - 3月    | KURUNE -next music live- | バービーの HappyPampeeTV | 浪川＆岡本 ボイコミ ラボ          | OCHA NORMA の お茶の間さまの 言うとおり | 中山優馬×ジャニーズJr. @YUMA HOUSE      | 韓国ドラマ ↓ 月替わり番組 （2022年2 - 6月） | 通販番組等    | 5      |
| 2023年 | 4 - 6月    | KURUNE -next music live- | 他局製作番組             | 浪川＆岡本 ボイコミ ラボ          | OCHA NORMA の お茶の間さまの 言うとおり | 中山優馬×ジャニーズJr. @YUMA HOUSE      | 韓国ドラマ ↓ 月替わり番組 （2022年2 - 6月） | 通販番組等    | 4      |
| 2023年 | 7月 - 9月  | ※二部制（別表）          | ※二部制（別表）          | 〜Mリーグ No.1への道〜 BEAST ROAD | 今井了介の おとめし （旧Life FUN!）     | 国分太一 ザクラフツメン （旧Life FUN!） | 西川貴教の バーチャル知事 （旧Life FUN!）   | 通販番組等    | 4      |

※白マスが『Connects LOVE!』の番組、それ以外は色付きのマス・斜体文字
|               | 月                                  | 火                                       |
| ------------- | ----------------------------------- | ---------------------------------------- |
| 22:00 - 2230  | 中山優馬×ジャニーズJr. @YUMA HOUSE※ | OCHA NORMA の お茶の間さまの 言うとおり※ |
| 22:30 - 23:00 | 浪川＆岡本 ボイコミ ラボ            | KURUNE -next music live-※                |

※ボイコミラボを除き2023年9月で放送終了

## オンエア決めろ!ー笑武ー
『オンエア決めろ！ー笑武ー』（オンエアきめろ しょうぶ）は、BSJapanextにて2022年3月29日から9月27日まで、毎週火曜日 22:00 - 22:30（JST）に放送されていたバラエティ番組。MCはアンガールズ（田中卓志、山根良顕）。

### 概要
若手お笑い芸人2組が、自身の持ちネタ（番組では「本ネタ」と呼ばれる、漫才やコントなど）のオンエア権を賭け、「田中軍」と「山根軍」に別かれて対決するお笑い番組。
対決は三本勝負となっていて、番組側から出されたお題（後述）に対し芸人がアドリブまたは用意してきたネタで答える形で行われる。勝敗はスタジオ観覧者・視聴者による投票で決まり、番組の最後には勝利した芸人の本ネタがオンエアされる。
なお、番組ではお笑い対決を戦国時代の戦に見立て「お笑い合戦バラエティ」と称している。

### 勝敗の決定方法
三回戦制ではあるが、単純に2勝した芸人の勝ちではなく、三回戦を通しての〝合計獲得票数〟で勝敗を争うのが特徴となっている。
対決の判定人は、一回戦と三回戦はスタジオ観覧者（別室）の7名が、二回戦はインターネット投票の視聴者が務める。
なお、二回戦については「視聴者を笑わせろ 動画で笑武！」と題され、番組収録に先立ち放送局の公式アプリ「つながるジャパネット」にて、両者がお題に回答する動画（各45秒間程度）を一週間公開、同時に投票が受け付けられる。
また、総票数の固定されたスタジオ票との調整のため、投票数の不確定な視聴者票は「10票」として扱われ、得票率1割を1票として案分される。
上記の三本勝負で計24票（「動画で笑武｣休止回は21票）を争う。
なお、途中経過として一回戦ごとに勝者が発表されるが、得票内訳は最終結果の発表までは伏せられる。先に2敗した場合でも僅差であれば獲得票数で逆転し得るため、芸人が士気を落とさずに3本目に挑めるシステムとなっている。
|        | 芸人A | 芸人B |
| ------ | ----- | ----- |
| 一回戦 | 4票   | 3票   |
| 二回戦 | 6票   | 4票   |
| 三回戦 | 1票   | 6票   |
| 合計   | 11票  | 13票  |

#### 視聴者生判定
「動画で笑武」が8月下旬以降休止されていたが、それに代わる企画として9月中旬から最終回までの3週のみ「視聴者生判定」が導入された。
同判定システムでは従来の「動画を観ての事前投票」から「放送中のリアルタイム投票」へと変更されたほか、視聴者投票の対象も「二回戦のみ」から「三戦全て」へと拡大された。また、得票率（百分率）をそのまま得点とし、3戦の合計パーセントの大きい側が勝者となる。
なお、番組自体は従来通り事前収録であるため、視聴者投票の結果は画面表示のみで伝えられ、本ネタ動画も予め用意された2パターンのうち勝者のものが放送された。

### お題
- 大喜利 - 番組が指定したお題に面白い回答をする。両軍各1回のみ回答
- ギャグ - 一発ギャグ。制限時間内なら何個やってもよい
- 短歌  - 番組側が指定したテーマ（季節など）に沿って、下の句でオチを付ける創作短歌を詠む
- モノボケ - 番組が用意した小道具を自由に使い面白いことを言う。制限時間制
- モノマネ
- 表情 - 相方の指定した状況に合う表情をする顔芸。制限時間制
- 偏見 - 世間に対する独自の偏見を発表。制限時間制
- 歌詞 - 番組が指定したインストゥルメンタル曲に自作詞を乗せて歌う
- 写真 - 番組側の用意した写真に面白い一言を付け加える。いわゆる「写真で一言」

#### 「動画で笑武！」限定で実施されたお題
- クソリプ - Twitterで対戦相手のツイートに「クソのような」リプライ（返信）を書き込む
- 仲良し - コンビの仲良しエピソードを発表
- ラップ - 番組が指定したBGMに乗せ自作のラップを披露する
- 心の叫び - 芸人自身が持っている、どこかおかしな不満や苦悩などを訴える
- 画像 - 私物スマホ内の面白い写真を公開

### 出演芸人
| 回 | 放送日        | 出演芸人                               | 出演芸人                               | 備考 |
| 回 | 放送日        | 山根軍                                 | 田中軍                                 | 備考 |
| -- | ------------- | -------------------------------------- | -------------------------------------- | --- |
| 1  | 2022年3月29日 | ザ・ギース vs ゾフィー                 | ザ・ギース vs ゾフィー                 | ※チーム分け不明 |
| 2  | 4月5日        | 竹内ズ                                 | フランスピアノ                         | |
| 3  | 4月12日       | ひつじねいり                           | サスペンダーズ                         | |
| 4  | 4月19日       | ザ・ギース                             | 金の国                                 | |
| 5  | 4月26日       | ストレッチーズ                         | さすらいラビー                         | |
| 6  | 5月3日        | Gパンパンダ                            | 納言                                   | |
| 7  | 5月10日       | ゼンモンキー                           | ウエストランド                         | ゼンモンキーむらまつ不在 |
| 8  | 5月17日       | ラブレターズ                           | スーパーニュウニュウ                   | |
| 9  | 5月24日       | 赤もみじ                               | 人間横丁                               | 視聴者判定「動画で笑武！」開始（以降の回、4月投票受付分）                                                                                        |
| 10 | 5月31日       | さんだる                               | シティホテル3号室                      | |
| 11 | 6月7日        | パンプキンポテトフライ                 | ネギゴリラ                             | |
| 12 | 6月14日       | まんじゅう大帝国                       | ダニエルズ                             | |
| 13 | 6月21日       | フタリシズカ                           | カナメストーン                         | 以降「動画で勝武」5月投票受付分 |
| 14 | 6月28日       | （総集編）                             | （総集編）                             | 山根が公式アプリのチャットに参加、同チャット欄を使って景品付きの視聴者大喜利企画を実施。                                                         |
| 15 | 7月5日        | 怪奇!YesどんぐりRPG                    | 青色1号                                | |
| 16 | 7月12日       | ターリーターキー                       | 春とヒコーキ                           | 春とヒコーキのぐんぴぃが公式チャットに参加 |
| 17 | 7月19日       | ガクヅケ                               | ハナイチゴ                             | |
| 18 | 7月26日       | オッパショ石                           | ネコニスズ                             | 以降「動画で勝武」6月投票受付分 |
| 19 | 8月2日        | ゼンモンキー                           | にゃんこスター                         | |
| 20 | 8月9日        | チュランペット                         | おせつときょうた                       | 今回より5週間、野崎あき子がナレーター。 |
| 21 | 8月16日       | ラパルフェ                             | ハマノとヘンミ                         | ラパルフェ都留が公式チャットに参加 |
| 22 | 8月23日       | 河口こうへい&ハリウリサ                | 小出真保&高田紗千子（梅小鉢）          | 今回より「動画で笑武」が休止。 特別企画「夏休みモノマネ芸人対決スペシャル」第一週。即席コンビ同士での対決。ゲスト出演の4人が公式チャットに参加。 |
| 23 | 8月30日       | コードリー                             | Mr.シャチホコ                          | モノマネ芸人対決スペシャル第二週。Mr.シャチホコは番組初のピン芸人としての出演。 コードリーが公式チャットに参加。                                 |
| 24 | 9月6日        | お見送り芸人しんいち                   | ママタルト                             | しんいちが公式チャットに参加 |
| 25 | 9月13日       | 土佐兄弟                               | 土方兄弟                               | 今回より「視聴者生判定」が導入される。 土方兄弟が公式チャットに参加。ナレーターにファイルーズが復帰。                                            |
| 26 | 9月20日       | カナメストーン・サスペンダーズ・竹内ズ | にゃんこスター・金の国・ストレッチーズ | 敗者芸人リベンジマッチスペシャル（対決は団体戦、本ネタは別々に披露）。 T-1スタジオで収録（最終回も）。                                           |
| 27 | 9月27日       | 上記6組（コンビ対抗戦）                | 上記6組（コンビ対抗戦）                | 同企画第二弾（6組のうち得票1位のコンビのみ本ネタをオンエア）。最終回。                                                                           |

※局公式アプリ、公式ツイッター、実際の放送を元に作成

### エピソード
- 出演した若手芸人の大半は都内お笑いプロダクションの所属（いわゆる「東京芸人」）で、在阪プロダクションの所属芸人（いわゆる「関西芸人／大阪芸人」）は梅小鉢・高田と土方兄弟（いずれも松竹芸能）の2組のみ、吉本興業所属の出演者は0だった（『出演芸人』参照）。
- 若手芸人はアンガールズそれぞれのイチオシ芸人という設定で山根軍・田中軍となる[12]（ただし番組中のトーク内容から実際にはアンガールズがその若手芸人を全く知らないと明らかになることが度々あった）。
- 山根軍は青、田中軍は赤に色分けされていて、若手芸人はそれぞれの色の法被を着て収録をしていた（ただしキャラ付けで衣装が決まっている芸人は法被を着用しないケースもあった）。
- 番組内ではオープニング曲や軍配などの小道具、ゴング代わりの法螺貝の効果音など、合戦をイメージした演出が多用される。ただしオープニングトークなどで使用されるBGMは、戦国時代とは全く無関係な映画「少林少女」の楽曲「少林少女」（菅野祐悟作曲）だった。
- 番組収録は通常4本撮りのため、それに先立ち「動画で笑武」のネタ動画公開・投票受付も放送4週分（芸人各2組、計8組）まとめて行われていた。
- 放送開始から第8回までは収録日程の都合により視聴者判定が実施されず、二回戦も観覧者判定だった。
- スタジオの判定人は般若やお多福や狐のお面をかぶっている。
- 番組収録はT-2スタジオ（同局「西川貴教のバーチャル知事」「おとなの嗜呑」などでも共用される和室風セットが常設されている）で行われていた。本ネタ収録の際にはスタジオに陣幕を吊り下げて行っていた（T-2のセット完成前だった番組初期は常設セットの無いT-5スタジオに終始陣幕を吊り下げて収録していた）。
- 敗者の本ネタはオンエアされないが、公式アプリにて翌週放送までの期間限定で公開された。なお、動画はYouTubeのプラットフォームを利用し配信されているものの、URLを知っている人のみが閲覧可能な「限定公開」機能を利用しているため、YouTubeアプリなどから検索しても視聴できない。

### 番組用語
- 戦の神々 - 勝敗の判定人。スタジオ観覧者、視聴者
- 第○夜 - 放送第○回
- 本ネタ（ほんねた） - 出演芸人自身の持ちネタ
- 若武者 - 若手芸人

## バービーのHappy Pampee TV
『バービーのHappy Pampee TV』（バービーのハッピーパンピーティーヴィー）は、BSJapanextで2022年4月2日から2023年3月28日の1年間、BSJapanextで放送されていたバラエティー番組。放送時間は当初毎週土曜日、後に日曜日を経て火曜日の、いずれも22:00 - 22:30（JST）だった。出演者は女性お笑い芸人・バービー（フォーリンラブ）と女優・本田望結。

### 概要
当初は『バービーのHappy Pampee TV 〜みんなでアゲてこ↑土曜よる〜』という番組名で、2022年のBSJapanext開局にあわせ新設された番組放送枠「Connects LOVE!」（当初月 - 土曜日22時台）の土曜日枠として放送開始した。番組内容も、ゲストを交えた出演者3人が視聴者らの悩み相談に答えるトークバラエティーだった。
しかし、編成の都合による2度の放送日変更（同年7月から日曜日→10月からは火曜日。前述）、番組名変更（日曜日移転に伴うサブタイトル消滅）、更には火曜日移転後の同年11月からはコンセプトが「芸能人同士のお見合い番組」に変更されるなど、僅か1年の放送期間ながら番組は二転三転した。

### 相談番組期
2022年4月の番組開始当初から同年9月までの半年間は、主に視聴者のお悩み相談を受け付けるトークバラエティー番組として放送されていた。
「何でも話せる女の子の部屋」を番組コンセプトとし、Z世代視聴者から届いた「友達や親にはちょっと話しづらい相談」に対し出演者同士で意見を交わし、最後にバービーが結論としてまとめるというスタイルを取っていた。相談メッセージは放送局公式アプリ（前述）にて募集されるほか、番組スタッフによる街頭収録（インタビュー映像）形式の場合もあった。
なお番組演出は「バービー主催の自宅女子会」風となっていて、例としてスタジオセットは女性の部屋風、出演者の衣装はパジャマや部屋着風となっていた。視聴者からの相談はLINEのトーク画面風に加工して本田が手元のスマートフォンを読み上げたり、街頭収録の映像もLINEの添付動画のように紹介され、相談への回答もゲストらの意見をバービーが短い言葉にまとめ、短文にLINE風のスタンプを添えて返信する演出がされていた。
10月の改編・枠移動に伴い上記形式での放送は終了し、番組リニューアルまでの準備期間は総集編や芸能人ゲストが相談者となる恋愛相談企画を放送、11月8日からは下記のお見合い企画へと移行した。

### お見合い番組期
11月のリニューアル後は、恋人募集中のインフルエンサー芸能人同士がお見合い・デートをするというバラエティ番組となった。番組ではこのお見合い企画のことを「令和のNEOお見合いリアリティーショー番組」や「令和のHAPPYお見合い大作戦」と称していた。バービーと本田は進行役として引き続き出演した。

#### 番組の流れ
一組のお見合いを前・後編の2週に分けて放送していた。
- トークタイム - 和室風のスタジオ[注 2]で行われるお見合いパート。初対面となるゲストの2人の挨拶に始まり、フリートークや番組側が用意した下記のテーマで語り合い、お互いの恋愛に対する価値観などを探り合う。
  - 自己PR - 自分が輝いている姿などを写真や動画でお互いに見せ合う
  - 趣味・特技 - お互いの趣味や特技を披露する
  - ルームツアー - 予め自室を撮影した動画をお互いに見せ合う
  - 恋愛遍歴  - お互いの過去の恋愛について語る

- デートタイム - ロケパート。付き合ったらやってみたい事などをデート形式でシミュレーションする。バービーと本田はワイプ出演のみ、スタッフも最小限の人数で遠巻きに同行するのみで、映像は主に出演者の自撮りや固定カメラのものを使用する。

なお、スタジオ収録やロケの合間にはスタッフがゲストを1人ずつ呼び出し、お互いに対する印象や本音を聞き出す演出がされる。
- 最終判定 - スタジオに戻り、お互いを「恋愛パートナーとしてありかなしか」を決める。ゲストの二人は「また会いたい」「ごめんなさい」と書かれた2枚の札を手にし、バービーの「Did you fall in Love?」というセリフを合図に同時に札を上げて意思表示する。なお、2人とも「また会いたい」の札を上げ「カップル成立」となった場合、今後の交際を視野に入れた連絡先交換をする（成立となっても必ずしも交際しなければならないという決まりではない）。

### エピソード
- 放送開始前の番組仮タイトルには『バービーのHappy♪Pampee♪TV♪ ……』と音符表記があり、当時のプレスリリース、メディアなどでも同表記が見られる[13][14]。音符は番組開始時の正式タイトルからは無くなっていたが、公式アプリなど一部では放送開始後の数週間程度は両表記が混在していた。
- 番組内でバービーと本田は「バビたん」、「みゆたん」とお互いに呼び合い、相談番組期はゲストにも同様に「たん」付けする場合もあった。
- 番組名の「ハッピーパンピー」はバービー独自のあいさつ言葉[2]で、『パンピー』とは一般ピープル（一般人）を略した業界用語。
- 相談番組期のオープニングアニメーション、LINEスタンプ風のイラストは、アニメーションスタジオ「FUNNYMOVIE」が製作していた。
- 2021年7月31日の放送から4週に渡り「Z世代の好きなものをもっと知ろうスペシャル」と題し、新大久保と原宿にて番組初の街歩きロケが行われた[15]。
- 2022年10月に火曜日へと枠移動してから翌月のお見合い企画開始までの期間は、総集編や芸能人ゲストの相談企画を放送していた。
- 2022年11月15日、アメーバブログに番組公式ブログが開設された[16][17][18]。
- メディアで持て囃されている若者言葉に安易に迎合する傾向があった（Z世代、インフルエンサー、リアリティーショー、マッチングなど）

#### 使用楽曲
お悩み相談番組当時
- Lastclass.「Falling」（オープニング曲）
- TWICE「HAPPY HAPPY」（番組説明、トークBGM、エンディング曲）
- IZ*ONE「どうすればいい？」（相談メッセージ朗読後）
- ずっと真夜中でいいのに。「お勉強しといてよ」（提供クレジットBGM）

### ミニコーナー
- ショートアニメ「ねるみん」 - 女性キャラクター「寝」（ねる）と「眠」（みん）によるアニメーション。二人が夜中それぞれの部屋でベッドで横たわり、スマホのハンズフリー機能を使って会話する、という設定のため口元と表情以外の動きはほぼなく、ほぼ会話とテロップ演出だけで構成される。毎週、季節など設定されたテーマの会話をするが、寝のトークが暴走し眠がツッコミを入れるという流れになる。なお、声優は明かされていない。作・“みっちーのアニメ”（FUNNYMOVIE）[2]（2022年4月 - 12月、ほぼ毎週）

- 〜浄化させます〜 みんなの黒歴史 - 視聴者から送られてきた『捨てるに捨てられないもの』（例：元カレからのプレゼント）を、バービーが独特の儀式で供養する断捨離コーナー。バービーのみ出演（番組ディレクターが映り込む場合もある）（2022年4月 - 7月頃、不定期）。

### 放送リスト
※太字のゲストは公式アプリの番組チャットに参加
| 回 | 放送日        | ゲスト                                    | テーマ                                                  | 備考 |
| -- | ------------- | ----------------------------------------- | ------------------------------------------------------- | --- |
| 1  | 2022年4月2日  | ゆうちゃみ                                |                                                         | 開始時は土曜日放送                                                                                      |
| 2  | 4月9日        | ゆうちゃみ                                |                                                         | |
| 3  | 4月16日       | ゆうちゃみ                                |                                                         | |
| 4  | 4月23日       | ゆうちゃみ                                |                                                         | |
| 5  | 4月30日       | 井上苑子                                  |                                                         | |
| 6  | 5月7日        | 井上苑子                                  |                                                         | |
| 7  | 5月14日       | 井上苑子                                  |                                                         | |
| 8  | 5月21日       | 井上苑子                                  |                                                         | |
| 9  | 5月28日       | ryuchell                                  |                                                         | |
| 10 | 6月4日        | ryuchell                                  |                                                         | |
| 11 | 6月11日       | ryuchell                                  |                                                         | |
| 12 | 6月18日       | ryuchell                                  | 父の日直前 家族の問題解決SP                             | バービーと山内鈴蘭（前時間帯のゴルフ番組出演）が公式アプリのチャットに参加                              |
| 13 | 6月25日       | 村上佳菜子                                | 女の子のカラダのお悩み解決SP                            | 上記の様子をミニコーナーとして放送                                                                      |
| 14 | 7月2日        | -                                         | Z世代のお悩み解決しまくりSP（総集編）                   | |
| 15 | 7月10日       | 村上佳菜子                                |                                                         | 今回より日曜日へ枠移動                                                                                  |
| 16 | 7月17日       | 村上佳菜子                                |                                                         | |
| 17 | 7月24日       | 村上佳菜子                                |                                                         | |
| 18 | 7月31日       | 古畑星夏                                  | Z世代のことをもっと知ろうSP（街ロケ）                   | 番組初のロケ収録。 ロケ地：新大久保コリアンタウン                                                       |
| 19 | 8月7日        | 古畑星夏                                  | Z世代のことをもっと知ろうSP（街ロケ）                   | 番組初のロケ収録。 ロケ地：新大久保コリアンタウン                                                       |
| 20 | 8月14日       | 新井舞良                                  | Z世代のことをもっと知ろうSP（街ロケ）                   | ロケ地：原宿                                                                                            |
| 21 | 8月21日       | 新井舞良                                  | Z世代のことをもっと知ろうSP（街ロケ）                   | ロケ地：原宿                                                                                            |
| 22 | 8月28日       | 倉持明日香                                | 兄弟・姉妹のお悩み解決SP                                | |
| 23 | 9月4日        | -                                         | 相談者との再開SP                                        | 過去の相談者のうち3組を「バービーの部屋｣に招き近況報告                                                  |
| 24 | 9月11日       | 倉持明日香                                | 恋愛のお悩み解決SP                                      | |
| 25 | 9月18日       | 倉持明日香                                | 人間関係のお悩み解決SP                                  | |
| 26 | 9月25日       | -                                         | 新大久保・原宿傑作選                                    | 7・8月のロケ総集編                                                                                      |
| 27 | 10月4日       | -                                         | コレさえ見れば丸わかりSP                                | 今回より火曜日へ枠移動。 総集編、次回以降の先行放送                                                     |
| 28 | 10月11日      | 石川翔鈴                                  | Z世代大好き インフルエンサーのお悩み相談SP              | インフルエンサーゲストがお悩み相談者となる3週連続企画。占い師のぷりあでぃす玲奈がスタジオ別室から出演。 |
| 29 | 10月18日      | 古関れん                                  | Z世代大好き インフルエンサーのお悩み相談SP              | インフルエンサーゲストがお悩み相談者となる3週連続企画。占い師のぷりあでぃす玲奈がスタジオ別室から出演。 |
| 30 | 10月25日      | 里吉峻、増田彩乃                          | Z世代大好き インフルエンサーのお悩み相談SP              | インフルエンサーゲストがお悩み相談者となる3週連続企画。占い師のぷりあでぃす玲奈がスタジオ別室から出演。 |
| 31 | 11月1日       | -                                         | 未公開 インフルエンサー恋のお悩み相談SP                 | 上記3組の未公開シーン（恋愛相談）を放送、上記3組が公式チャットに参加                                    |
| 32 | 11月8日       | 大橋あかり、流稜太                        | 令和のNEOお見合いリアリティーショー開幕                 | 番組内容がリニューアルしスタジオセットも変更                                                            |
| 33 | 11月15日      | 大橋あかり、流稜太                        | 令和のNEOお見合いリアリティーショー開幕                 | 番組内容がリニューアルしスタジオセットも変更                                                            |
| 34 | 11月22日      | 樫尾篤紀、矯正ちゃん。                    |                                                         | |
| 35 | 11月29日      | 樫尾篤紀、矯正ちゃん。                    |                                                         | |
| 36 | 12月6日       | 愛立彗人 、早河ルカ                       |                                                         | |
| 37 | 12月13日      | 愛立彗人 、早河ルカ                       |                                                         | |
| 38 | 12月20日      | 佐藤夕璃、里吉峻                          |                                                         | |
| 39 | 12月27日      | 佐藤夕璃、里吉峻                          |                                                         | |
| 40 | 2023年1月10日 |                                           | （お見合い企画開始前の総集編）                          | バービー（初）と過去出演の新井、石川、増田がチャット参加                                                |
| 41 | 1月17日       |                                           | （お見合い企画総集編『胸キュンランキング』）            | バービーと過去のお見合いゲスト全員がチャット参加                                                        |
| 42 | 1月24日       | 相沢菜月、大川泰雅                        |                                                         | |
| 43 | 1月31日       | 相沢菜月、大川泰雅                        |                                                         | |
| 44 | 2月7日        | 天木じゅん、佐久本歩夢                    |                                                         | #36・37出演の愛立彗人も佐久本の友人としてチャットに参加                                                 |
| 45 | 2月14日       | 天木じゅん、佐久本歩夢                    |                                                         | |
| 46 | 2月21日       | 大和田南那、スーパー3助（にゃんこスター） |                                                         | |
| 47 | 2月28日       | 大和田南那、スーパー3助（にゃんこスター） |                                                         | |
| 48 | 3月7日        | -                                         | 「令和のNEO Happy お見合い大作戦！」特別編              | 過去にマッチング成立した出演者の「その後」を放送。 過去出演の大橋、早川、佐藤、相沢、愛立がチャット参加 |
| 49 | 3月14日       | -                                         | 最終回直前SP「浅草デート編」 （浅草デートスポット巡り） | バービーがチャット参加                                                                                  |
| 50 | 3月28日       | -                                         | 「お台場デート編」 （お台場デートスポット巡り）         | 最終回 バーピーと過去のお見合いゲストがチャット参加                                                     |

## その他の番組
2023年2月から6月にかけ、土曜日の空白枠を活用し各4回限定の自社制作バラエティ番組を放送していた（1番組のみ日曜日放送）。いずれも正式には「Cconnects LOVE!」枠ではないが、放送時刻（22:00 - 22:30（JST））、提供スポンサーともに同枠と共通だった。
| 放送期間          | 番組名                                        | 出演                          | 番組テーマ   | 備考                                                         |
| ----------------- | --------------------------------------------- | ----------------------------- | ------------ | ------------------------------------------------------------ |
| 2月4日 - 2月25日  | ダンサーズイレブン                            | MC：ゆうちゃみ                | ダンス       |                                                              |
| 3月4日 - 3月25日  | ハラミちゃんのムチャブリ×セッション           | MC：ハラミちゃん              | 音楽         |                                                              |
| 4月1日 - 4月22日  | トーキョーフライヤー                          | 美川憲一・神田うの            | グルメ       |                                                              |
| 4月29日 - 5月20日 | 三四郎のGG道場                                | MC：三四郎                    | テレビゲーム | GGは「グッドゲーム」の略                                     |
| 5月7日 - 5月28日※ | Mattttt 美 SALON                              | Matt                          | 美容         | ※日曜日放送 2024年1月に「Matt美SALON」としてレギュラー番組化 |
| 5月27日 -6月17日  | 今から、バズるんです マッチングBuzzアワード！ | MC：カンニング竹山・末吉9太郎 | TikTok       |                                                              |